# Johann Friedrich Blank
Johann Friedrich Blank (russisch Иоганн Фридрих (Иван Яковлевич) Бланк; * 1708 in Olonez; † 10. Februarjul. / 21. Februar 1745greg. in Moskau) war ein russischer Architekt deutscher Abstammung.

## Leben
Blank stammte aus einer nach Deutschland geflüchteten französischen Hugenottenfamilie. Blanks Vater Jakob Blank arbeitete als Schmied im Olonez-Hüttenwerk zusammen mit anderen sächsischen Meistern, die von Peter I. angeworben waren. Der neunjährige Blank wurde nach St. Petersburg zum deutschen Architekten Georg Johann Mattarnovi in die Lehre geschickt, bei dem er auch wohnte und als Übersetzer diente. Nach dem Tode Mattarnovis ging er als Übersetzer zum deutschen Architekten Nicolaus Friedrich Härbel. Dann studierte er Architektur bei Michail Grigorjewitsch Semzow und wurde 1727 dessen Assistent. 1728 bekam er seinen Sohn Karl. Blank half Semzow bei der Planung und dem Bau der Simeon-und-Anna-Kirche (1731–1734) und der Mariä-Geburt-Kirche am Newski-Prospekt (1733–1737, nicht erhalten). 1738 erhielt Blank die Ernennung zum Architekten.
Blanks erste selbständige Arbeit war der Umbau des St. Petersburger Menschikow-Palais 1732, damit es für das Erste Kadettenkorps verwendet werden konnte. Blank baute die Trinitatiskirche (1733) in Krasnoje Selo, die Snamenije-Kirche (1737–1747) in Zarskoje Selo, den Elefanten-Hof (1744) am Newski-Prospekt für die von Nadir Schah und Khan Samas Kuli geschenkten Elefanten und die Menagerie in Jekaterinhof im Südwesten St. Petersburgs. In Peterhof schuf er die Schachbrettkaskade und die Römischen Fontänen (1739).
Blank war ein Freund des Architekten Pjotr Michailowitsch Jeropkin. Als nach dem Tode der Kaiserin Anna Jeropkin 1740 hingerichtet wurde, wurde Blank mit der Knute ausgepeitscht und mit seiner Familie in die ewige Verbannung nach Sibirien geschickt. Auf dem Weg in die Verbannung starb Blanks Frau. Bald nach der Ankunft der Verbannten in Tobolsk kam Elisabeth zur Macht, und die Familie Blank durfte nach Moskau zurückkehren. Blanks Sohn Karl hatte in Tobolsk den gleichaltrigen Alexander Filippowitsch Kokorinow kennengelernt, der mit der Familie Blank nach Moskau reiste. Nach der Rückkehr arbeitete Blank in der Moskauer Polizeiverwaltung.

## Werke

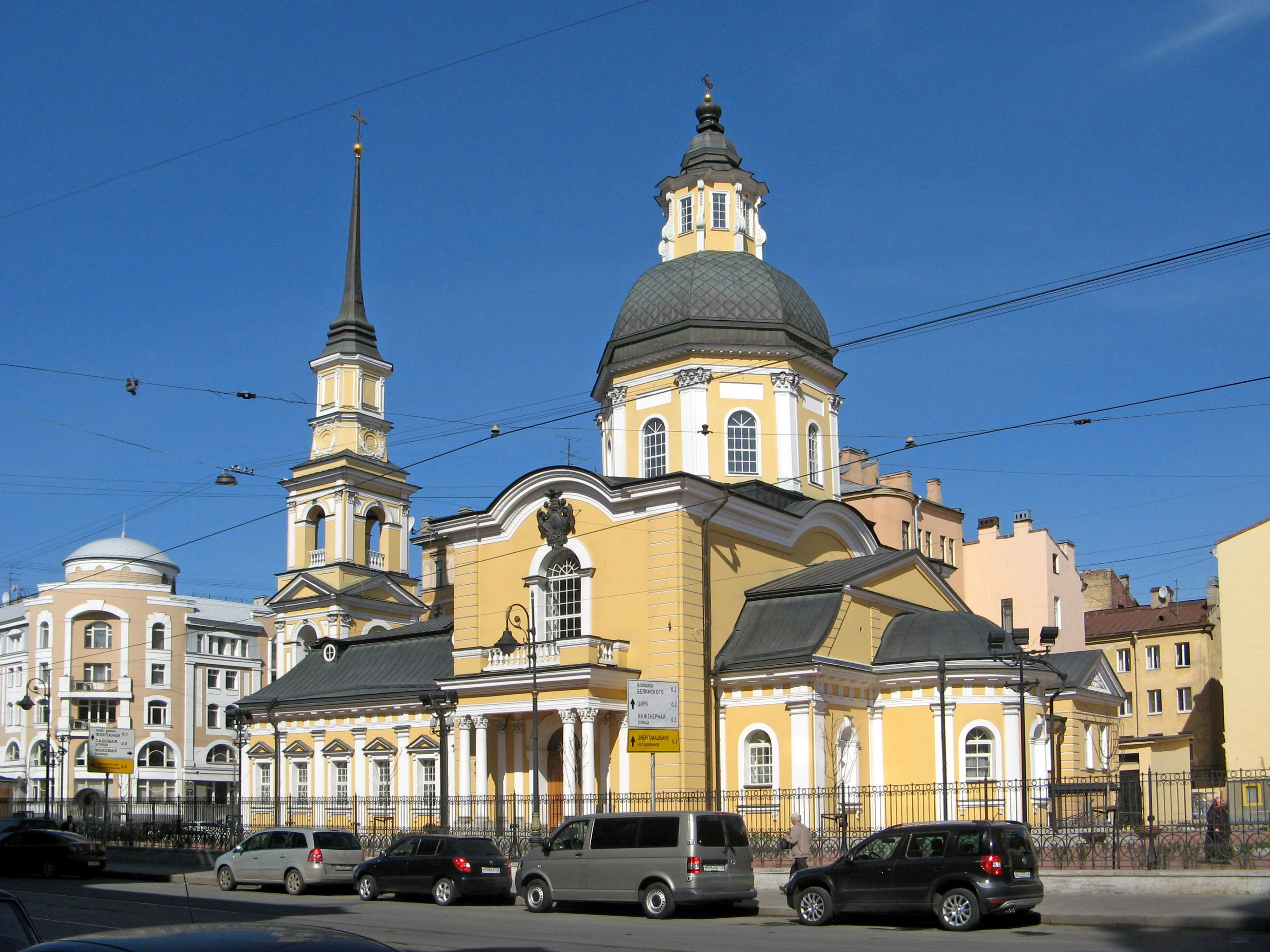
Simeon-und-Anna-Kirche, St. Petersburg
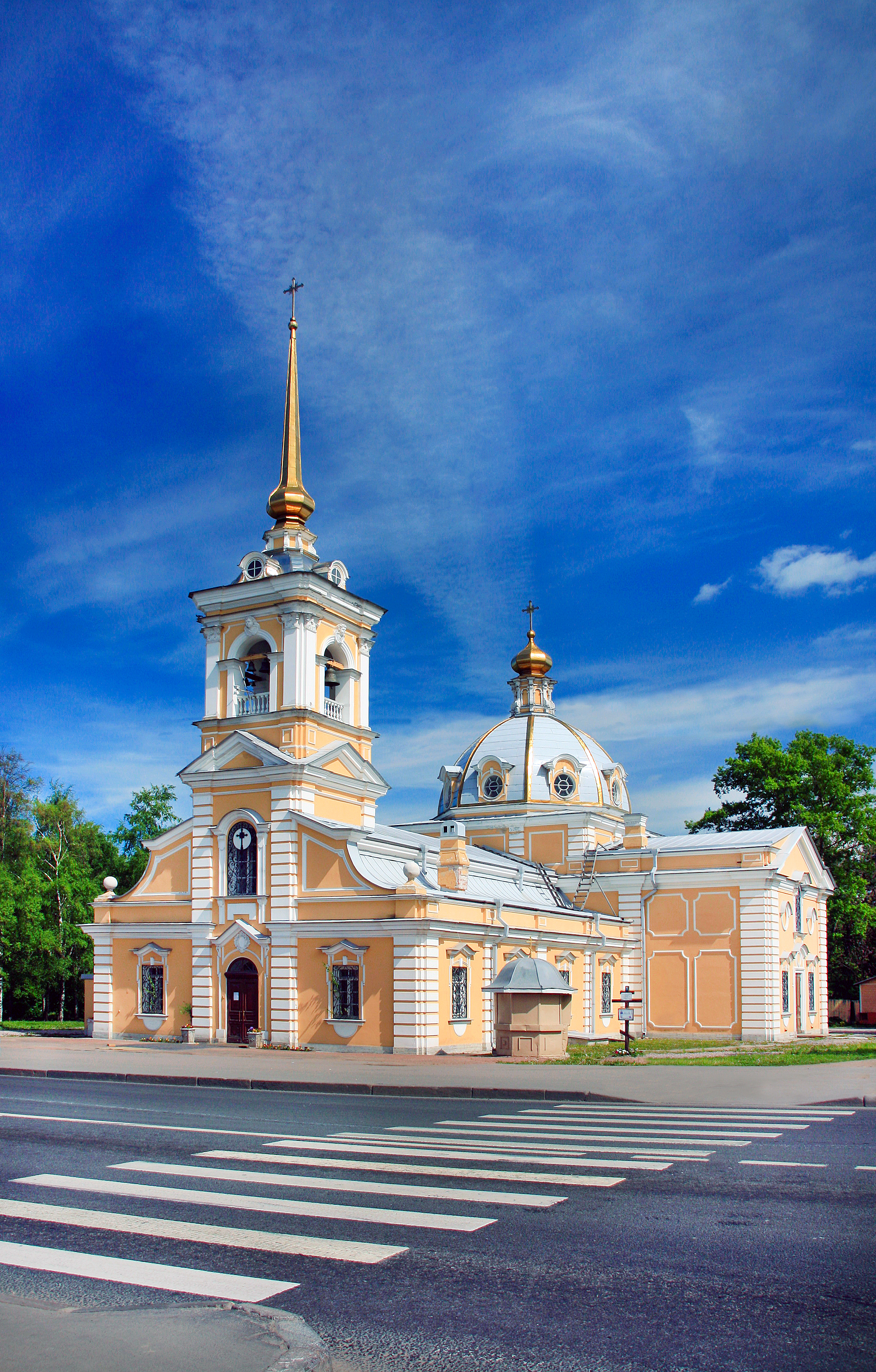
Trinitatiskirche, Krasnoje Selo
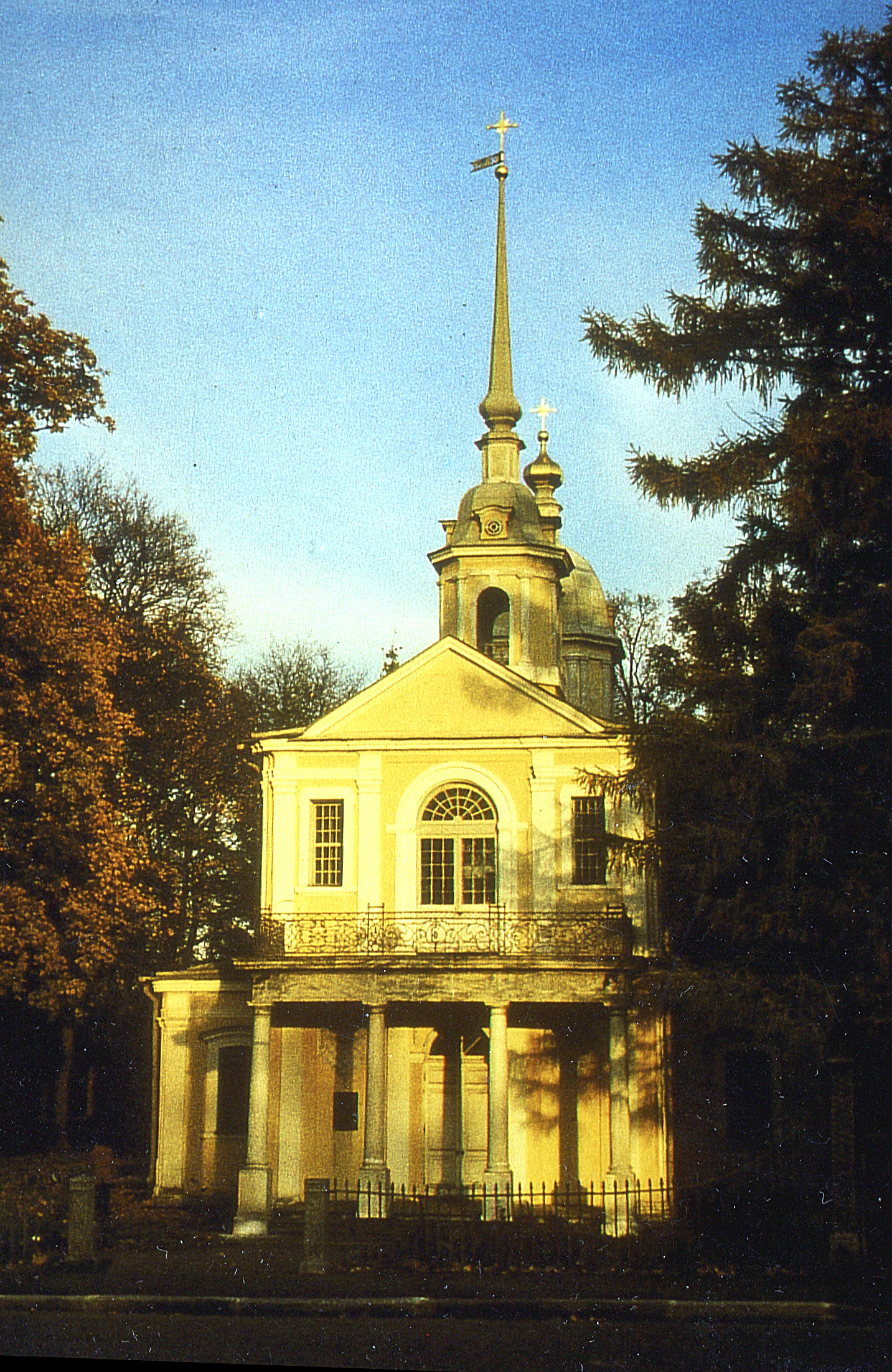
Snamenije-Kirche, Zarskoje Selo
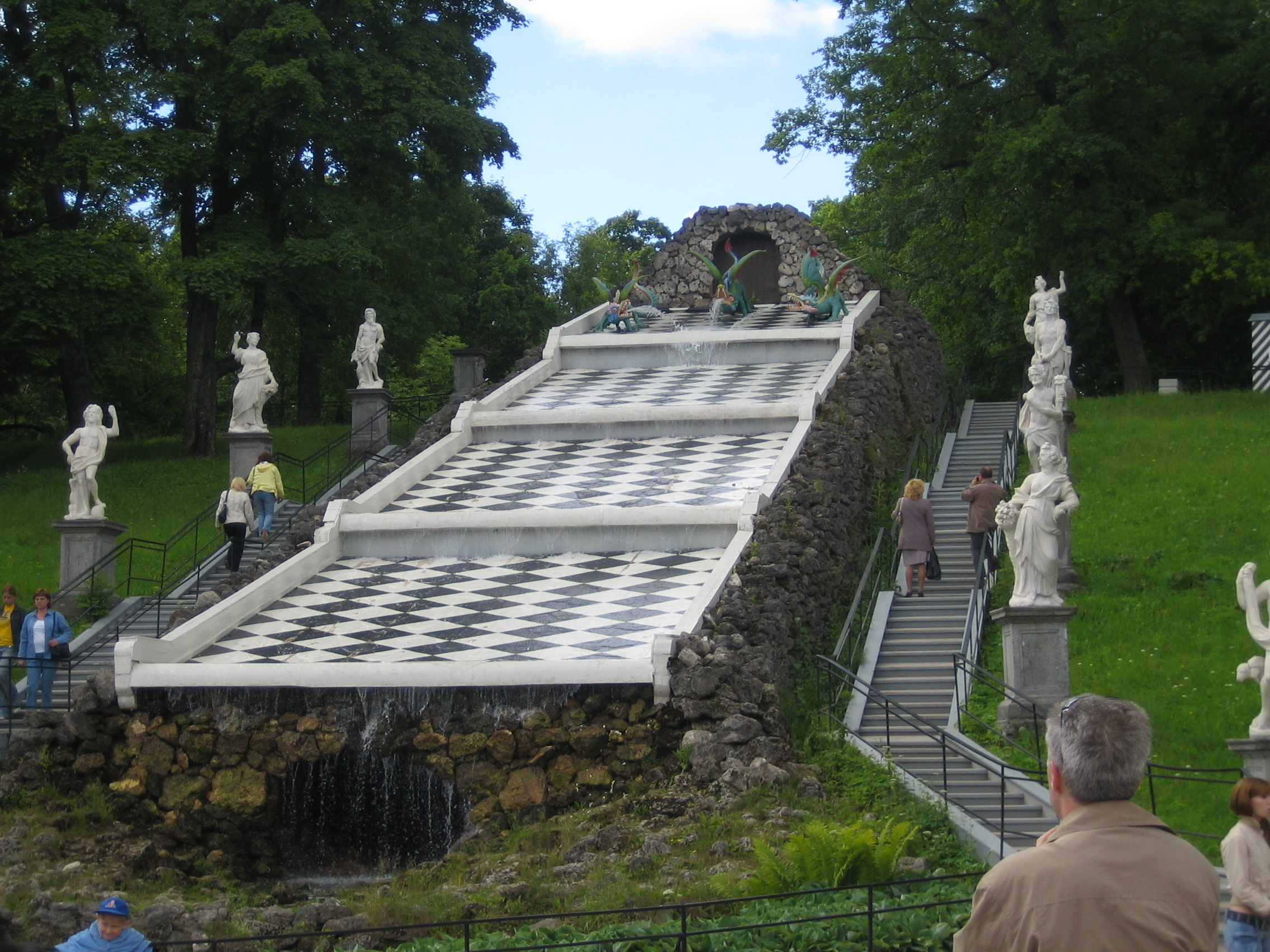
Schachbrettkaskade, Peterhof
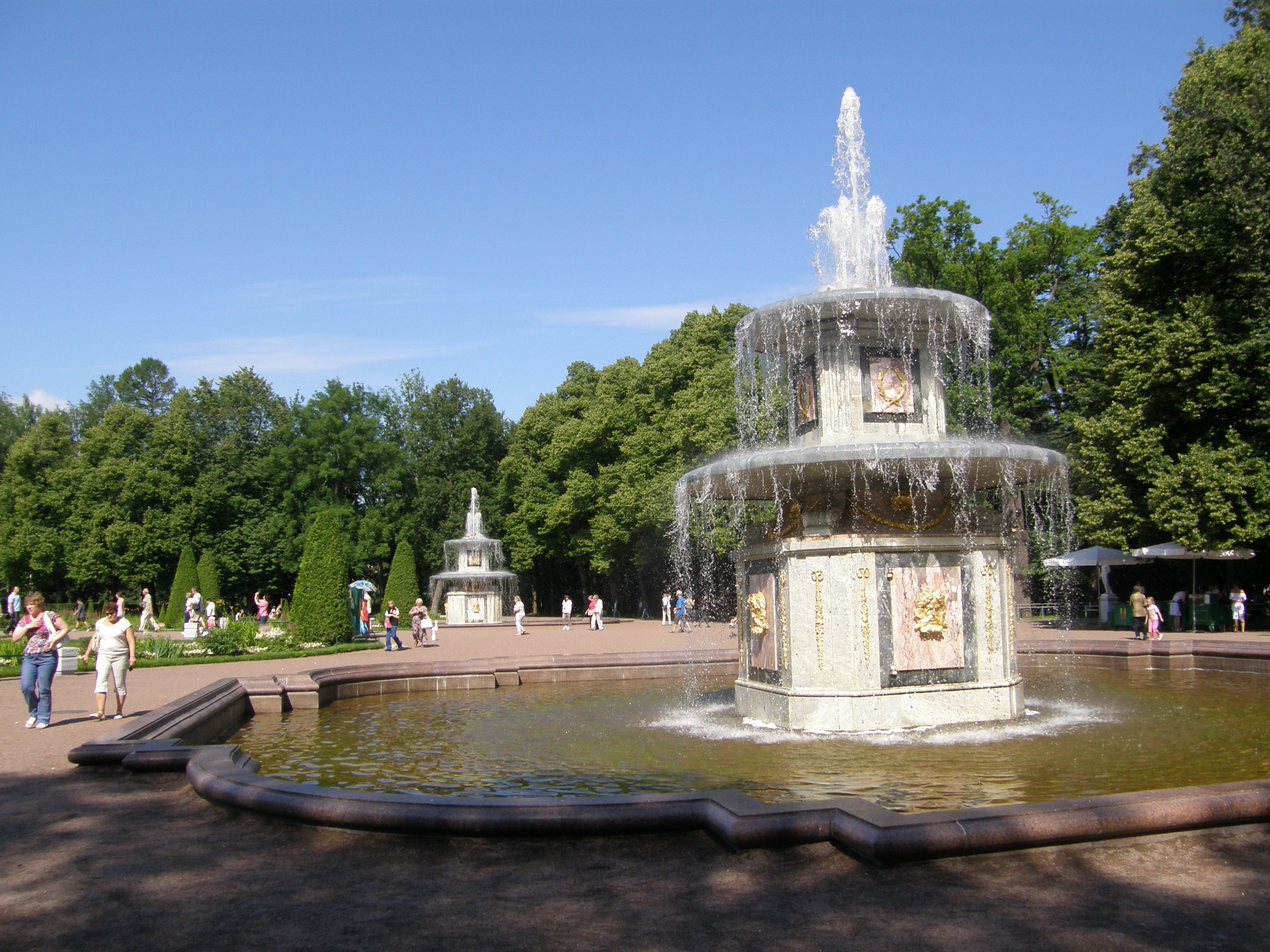
Römische Fontänen, Peterhof